# 1994 TG
1994 TG est un objet transneptunien de magnitude absolue 7,0 faisant partie des cubewanos, encore mal connu avec un arc d'observation de 3 jours en 1994.

## Caractéristiques
1994 TG mesure environ 190 km de diamètre.